# Ondřej Fencl
Ondřej Fencl (8. srpna 1981, Praha, Československo) je český kytarista, zpěvák, klávesista, hudební manažer, skladatel, publicista (Lidové noviny, Právo...) a textař (Lenka Dusilová, Olympic...). Od roku 2007 je kapelníkem 5P Luboše Pospíšila. Hraje také se skupinami Marsyas, Vladimír Merta, Schodiště, Hromosvod, Lucie Revival, Mrtvej Brouk, Uširváč, dříve též s Nahoře Pes.